# Conus viola
Conus viola е вид охлюв от семейство Conidae. Видът не е застрашен от изчезване.

## Разпространение и местообитание
Разпространен е в Папуа Нова Гвинея, Провинции в КНР, Соломонови острови, Тайван, Тайланд и Филипини.
Обитава крайбрежията на морета.